# کوتا اوگی
کوتا اوگی (انگلیسی: Kota Ogi؛ زادهٔ ۵ مهٔ ۱۹۸۳) بازیکن فوتبال اهل ژاپن است.
از باشگاه‌هایی که در آن بازی کرده‌است می‌توان به باشگاه فوتبال ویسل کوبه و باشگاه فوتبال توکیو اشاره کرد.